# Kirsten Schultz
Kirsten Schultz (19. maj 1929 – 16. oktober 1998) var en dansk sanger (sopran), der debuterede i 1956 på Det Kongelige Teater som Nattens dronning i Tryllefløjten. I en årrække var hun teatrets førende koloratursopran i roller som Konstanze i Bortførelsen fra Seraillet, Oscar i Maskeballet og Gilda i Rigoletto. Siden sang hun roller i det lyrisk-dramatiske fag som Donna Anna i Don Juan og Marskalinden i Rosenkavaleren. Hun trak sig tilbage i 1985 og virkede som sangpædagog. 
Hun var gift med komponisten Svend S. Schultz med hvem hun fik sønnen Henrik i 1960. I 1968 indgik parret skilsmisse. Året efter mødte Kirsten sin anden mand, ingeniøren Peter Torp Lassen, med hvem hun fik sønnen Ole i 1970 og tvillingesønnerne Klaus og Jesper i 1972.